# Joachim Emde
Joachim Emde (vor 1925 – nach 1990) war ein deutscher Offizier, zuletzt Oberst der Bundeswehr, und Autor.

## Wirken
Emde absolvierte 1938 die Offizierausbildung an der Kriegsschule in Potsdam, wurde zum September 1938 zum Leutnant und als Angehöriger der Nebelabteilung 2 zum Mai 1943 zum Hauptmann befördert. Während des Zweiten Weltkriegs diente er in verschiedenen Raketenwerfer-Einheiten der Nebeltruppe.
Nach 1945 studierte er zunächst zivil Bauingenieurwesen. Im Jahre 1956 trat er in die neu aufgestellte Bundeswehr ein und wurde als einer der ersten Offiziere (Hauptmann) Mitglied des Arbeitsstabes ABC-Abwehrschule. 1958, mittlerweile Major, bildete er sich in den USA weiter. Danach lehrte er u. a. im Rahmen des Kompanieführerlehrgangs in Sonthofen. Von 1965 bis 1969 war er Leiter Ausbildung, Truppenversuch und Vorschriften / Gruppe Weiterbildung und von 1969 bis 1974 Kommandeur der ABC- und Selbstschutzschule in Sonthofen. Im Jahre 1973 wurde er im Auftrag des Bundespräsidenten von Brigadegeneral Robert Stadlhofer (General der Artillerietruppen) mit dem Bundesverdienstkreuz I. Klasse ausgezeichnet. Danach trat der Oberst in den Ruhestand.
Im Jahre 1979 veröffentlichte er das Werk Die Nebelwerfer. Entwicklung und Einsatz der Werfertruppe im 2. Weltkrieg, in dem er u. a. auf Fotos und Kriegstagebücher von Generalleutnant Hermann Ochsner (General der Nebeltruppen) zurückgriff. Er habe laut des Rezensenten der  Allgemeinen Schweizerischen Militärzeitschrift eine „umfassende Geschichte“ vorgelegt.
Emde, der zunächst als Vorsitzender der Kameradschaft der ehemaligen Nebel- und Werfertruppe fungierte, war 1984 maßgeblich an der Bildung der Kameradschaft der ABC-Abwehr-, Nebel- und Werfertruppe beteiligt. 1990 wurde er Ehrenvorsitzender der Kameradschaft.

## Schriften (Auswahl)
- (Zsgest./Bearb.): Die Nebelwerfer. Entwicklung und Einsatz der Werfertruppe im 2. Weltkrieg. Podzun-Pallas-Verlag, Friedberg [1979], ISBN 3-7909-0112-1.